# Carsten Wolf
Carsten Wolf (Potsdam, RDA, 26 de agosto de 1964) es un deportista alemán que compitió en ciclismo en las modalidades de pista, especialista en las pruebas de persecución por equipos y madison, y ruta.
Participó en los Juegos Olímpicos de Seúl 1988, obteniendo una medalla de plata en la prueba de persecución por equipos (junto con Steffen Blochwitz, Roland Hennig y Dirk Meier).
Ganó cuatro medallas en el Campeonato Mundial de Ciclismo en Pista entre los años 1983 y 1996, y dos medallas de bronce en el Campeonato Europeo de Madison entre los años 1990 y 1996.

## Medallero internacional
| Representando a la RDA   |                          |                   |                             |
| Juegos Olímpicos         |                          |                   |                             |
| Año                      | Lugar                    | Medalla           | Competición                 |
| 1988                     | Seúl (Corea del Sur)     | Medalla de plata  | Persecución por equipos     |
| Campeonato Mundial       |                          |                   |                             |
| Año                      | Lugar                    | Medalla           | Competición                 |
| 1983                     | Zúrich (Suiza)           | Medalla de plata  | Persecución por equipos (A) |
| 1987                     | Viena (Austria)          | Medalla de plata  | Persecución por equipos (A) |
| 1989                     | Lyon (Francia)           | Medalla de oro    | Persecución por equipos (A) |
| Representando a Alemania |                          |                   |                             |
| Campeonato Mundial       |                          |                   |                             |
| Año                      | Lugar                    | Medalla           | Competición                 |
| 1996                     | Mánchester (Reino Unido) | Medalla de bronce | Madison                     |
| Campeonato Europeo       |                          |                   |                             |
| Año                      | Lugar                    | Medalla           | Competición                 |
| 1990                     | Grenoble (Francia)       | Medalla de bronce | Madison                     |
| 1996                     | Zúrich (Suiza)           | Medalla de bronce | Madison                     |

1. 1 2  Campeonato Europeo realizado sólo para la disciplina de madison.

## Palmarés en pista
- 1982

 Campeón del mundo júnior en persecución
- 1984

Medalla de oro en los Juegos de la Amistad en Persecución por equipos
- 1988

 Medalla de plata en los Juegos Olímpicos de Seúl en Persecución por equipos (con Steffen Blochwitz, Roland Hennig y Dirk Meier)
- 1989

 Campeón del Mundo de velocidad por equipos (con Steffen Blochwitz, Guido Fulst y Thomas Liese)
Campeón de la RDA en Puntuación
- 1994

1º en los Seis días de Colonia (con Urs Freuler)
1º en los Seis días de Zúrich (con Urs Freuler)
- 1997

 Campeón de Alemania en Madison (con Andreas Kappes)
1º en los Seis días de Bremen (con Andreas Kappes)
1º en los Seis días de Stuttgart (con Andreas Kappes)

### Copa del Mundo
- 1997

1º en Fiorenzuola d'Arda, en Madison

## Palmarés en ruta
1983
- 1 etapa en el Tour de Olympia

1987
- 1 etapa en el Tour de Olympia
- 1 etapa en la Vuelta a Lieja

1988
- 4 etapas en la Vuelta a la Baja Sajonia
- 2 etapas en el Tour de Olympia
- 1 etapa en la Vuelta a Sajonia

1989
- Vuelta a la Baja Sajonia, más 4 etapas
- 1 etapa en la Vuelta a Lieja

1990
- 5 etapas en la Vuelta a la Baja Sajonia

1991
- 1 etapa en la Vuelta a Suecia